# ستيف ماركوس
ستيف ماركوس (بالإنجليزية: Steve Marcus)‏ هو عازف جاز أمريكي، ولد في 18 سبتمبر 1939 في نيويورك في الولايات المتحدة، وتوفي في 25 سبتمبر 2005.

## وصلات خارجية
- ستيف ماركوس على موقع ميوزك برينز (الإنجليزية)
- ستيف ماركوس على موقع أول ميوزيك (الإنجليزية)
- ستيف ماركوس على موقع ديسكوغز (الإنجليزية)